# Tom à la ferme (opera teatrale)
Tom à la ferme (Tom alla fattoria) è un'opera teatrale del drammaturgo canadese Michel Marc Bouchard, debuttata a Montréal nel 2011.

## Trama
Tom, un giovane pubblicista, si reca in campagna per il funerale del partner Guillaume, morto tragicamente in un incidente automobilistico. La famiglia dell'amato vive in un caseificio isolato e una volta giunto là Tom scopre che la madre del defunto,  Agathe, non sa nulla della sessualità del figlio, né del ruolo che Tom ricopriva nel sua vita. Francis, fratello di Guillaume, sa tutto di Tom e lo costringe con la forza a non rivelare nulla alla madre. Tom, affascinato e spaventato da Francis, accetta e finisce per accorgersi che Francis ha sviluppato una morbosa gelosia nei suoi confronti. Temendo per la sua vita, Tom decide di provare a scappare dalla passione folle e violenta di Francis.

## Produzioni
Tom à la ferme debuttò l'11 gennaio 2011 al Centre du Théâtre d'Aujourd'hui di Montréal, per la regia di Marie-Thérèse Fortin. Il cast era composto da: Éric Bruneau (Francis), Alexandre Landry (Tom), Lise Roy (Agathe) ed Évelyne Brochu (Sara). La Roy e la Brochu ripresero i rispettivi ruoli anche nell'adattamento cinematografico. La pièce vinse il prix de la SACD alla drammaturgia nel 2011.
Tradotto in otto lingue, il dramma è andato in scena anche in Spagna, Portogallo, Ucraina, Stati Uniti, Regno Unito, Messico, Giappone e Germania. Monica Nappo ha diretto la prima italiana della pièce, intotolata Tom alla fattoria, debuttata il 12 settembre 2014 al festival Quartieri dell'Arte di Viterbo. Il cast era composto da Francesco Martino (Tom), Lino Musella (Francis), Daniela Giordano (Agathe) e Barbara Giordano (Sara).

## Riduzione cinematografica
Nel 2013 Xavier Dolan ha diretto, recitato e co-sceneggiato con Bouchard l'omonimo adattamento cinematografico del dramma. Accanto al Tom di Dolan hanno recitato anche Pierre-Yves Cardinal (Francis) e, dalla produzione originale, Lise Roy (Agathe) ed Évelyne Brochu (Sara). La sceneggiatura del film ha ampliato il numero di personaggi e di ambientazioni del dramma, per includere abitanti del paese vicino e flashbacks di Guillaume (Caleb Landry Jones).